# آنتوانت دی یونگ
آنتوانت دی یونگ (انگلیسی: Antoinette de Jong؛ زادهٔ ۶ آوریل ۱۹۹۵) اسکیت‌باز سرعت اهل پادشاهی هلند است.